# Herrman Sylwander

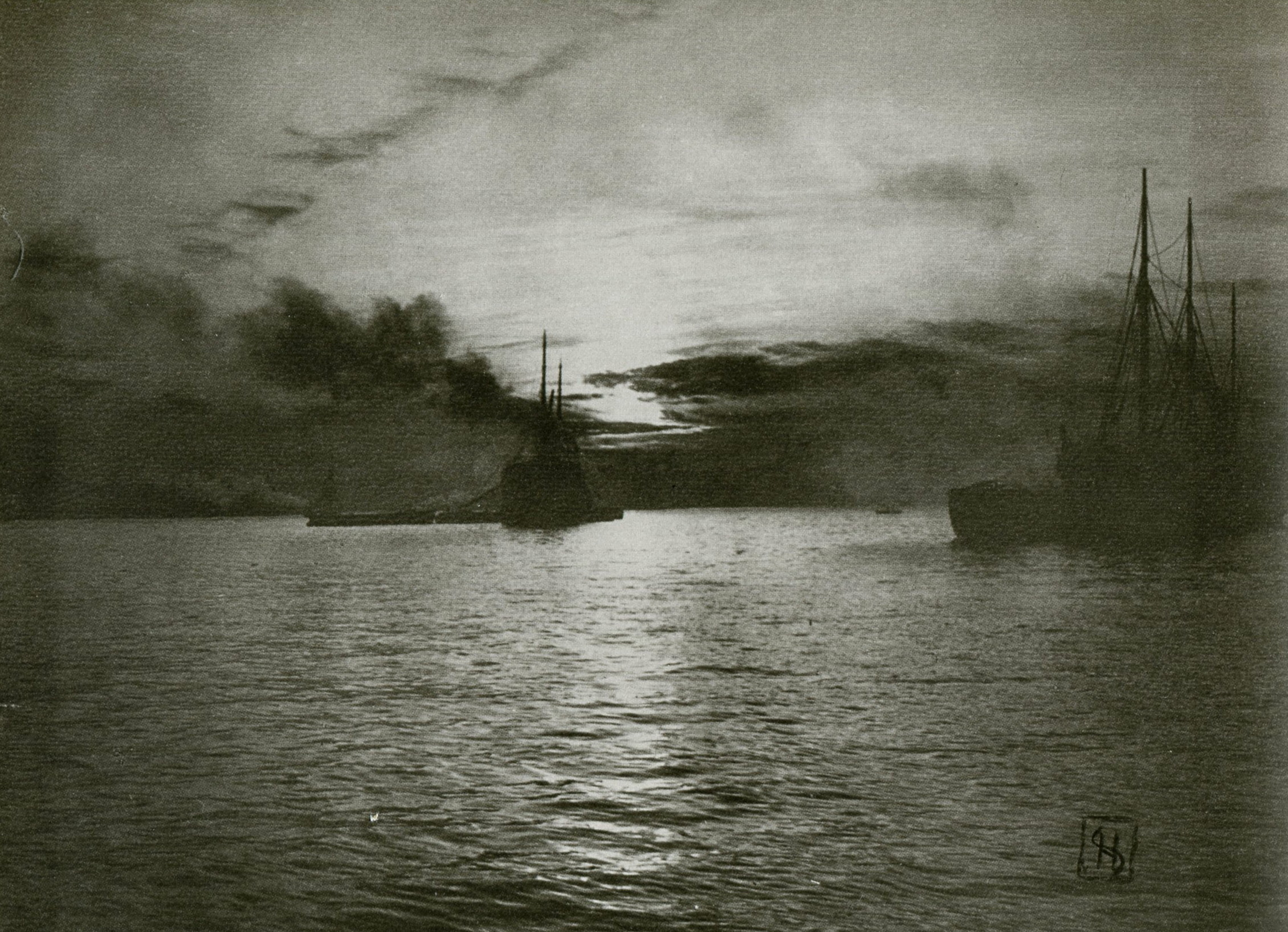
Solnedång Stockholms ström, ett för Sylwander ovanligt motiv.

Herrman Ludvig Sylwander, född 8 juli 1883 i Karlskrona stadsförsamling, död 5 december 1948 i Oscars församling, Stockholm, var en svensk hovfotograf, känd för sina porträtt av bemärkta personligheter.
Herrman Sylwander var son till grosshandlare Ernst August Sylwander och Louise Rohde. Efter skolstudier blev han elev hos fotograf Alfred J:son Dahlöf 1900, gjorde praktik i Gävle hos Carl Larsson 1901–1902, hos fotograf Anders Wiklund i Stockholm 1903–1904 samt studerade i Berlin, Paris och London under tiden 1904–1905. Han blev direktör för det anrika Atelier Jaeger 1905 och ensam innehavare av firman från år 1908 och fram till sin död 1948. Han blev drottning Victorias hovfotograf 1927, Gustav V:s 1919, kronprins Gustaf Adolfs 1911 och kronprinsessan Louises 1928. Han var riddare av Vasaorden.
Han gifte sig första gången 1909 med Göta Rydeberg (1889–1960), för övrigt faster till skådespelaren Georg Rydeberg, och de fick sonen Georg Sylwander (1909–1998), som blev civilingenjör och företagsledare. Andra gången gifte han sig 1913 med skådespelaren Tora Teje (1893–1970) och fick sonen Claes Sylwander (1924–2013), som blev skådespelare och teaterchef.